# Маргарита Прованска
Маргарита Прованска или Маргьорит дьо Прованс (на френски: Marguerite de Provence; * 1221, Бригнолес; † 20 декември 1295, Париж) е съпруга на крал Свети Луи IX и от 1234 до 1270 г. кралица-консорт на Франция.

## Произход
Маргарита е най-възрастната дъщеря на граф Раймон Беренгер IV и на Беатрис Савойска, дъщеря на Томас I Савойски.

## Биография

### Ранни години
Маргарита израства в двора на своя баща в обкръжение на трубадури, поети и галантни рицари. У девойката съумяват да възпитат любов към родния Прованс, която тя съхранява за цял живот. Маргарита, както и нейната сестра Елеонора, получава отлично католическо образование, и знае латински език. Впоследствие, ставайки кралица, тя всячески поощрява културата и изкуствата, а известни учени, като Тома Аквински, намират място на кралската трапеза.

### Кралица на Франция

#### Брак с Луи IX
На 27 май 1234 г., след сватосване от Бланш Кастилска, Маргарита на 13 години е омъжена за френския крал Луи IX (1214 – 1270) от династията Капетинги. След ден е коронясана като кралица. Тъй като съпрузите са родственици от 4-та степен, за този брак през януари 1234 г. папа Григорий IX дава специално разрешение.
Нейните три по-малки сестри също се омъжват за крале. Елеонора е омъжена за английския крал Хенри III, Санча за Ричард от Корнуъл, който е избран 1256/1257 г. за немски крал, а Беатрис – за Шарл I Анжуйски, бъдещ крал на Сицилия и Неапол. Баща ѝ Раймон определя в завещанието си от 1238 г. нейната най-малка сестра Беатрис за единствена наследница на Графство Прованс.

#### Конфликти с Бланш Кастилска
В първите години на брака между Маргарита и нейната свекърва Бланш Кастилска нееднократно възникват конфликти; кралицата-майка има над сина си силно влияние, в това число и по политическите въпроси, а освен това ревнува сина си от жена му. Бланш живее постоянно заедно с младото семейство в техния дворец на Сите и винаги ги съпровожда в техните пътувания. Едва през 1247 година Маргарита успява да се справи с влиянието на майката на краля и на Бланш е даден отделен двор и дворец.

#### Участие в кръстоносните походи
През 1248 г. Маргарита придружава съпруга си Луи IX в кръстоносния поход. През юни 1249 г. те пристигат в Египет. След завладяването на Дамиета Луи IX предава на бременната си съпруга отговорността за града и тръгва през ноември за Кайро. Тя защитава град Дамиета по времето на Шестия кръстоносен поход и го използва след това за смяна за живота на пленения френски крал. Със заплащането на 400 000 ливри и предаването на Дамиета на 6 май 1250 г. Маргарита спасява живота на своя съпруг и на неговите войници.
- Маргарита Прованска, миниатюра
- Свети Луи и съпругата му Маргарита през 1254 г. в пристанището на Акон на път за Франция 
(Livre des faits de Monseigneur Saint Louis, 15 век, Париж, Bibliothèque nationale de France)

### Последни години
След смъртта на Луи ІХ през 1270 г. в Тунис Маргарита се оттегля в манастир до Париж. Последните си години тя е заедно с нейната дъщеря Бланш – вдовица на кастилския инфант Фернандо де ла Серда, в съоснования от нея манастир Couvent des Cordelières южно от Париж.
Маргарита умира на 20 декември 1295 г. и е погребана до нейния съпруг в кралската гробница на базиликата „Сен Дени“.

## Потомство
Маргарита и Луи IX имат единадесет деца:
- Бланш (Бланка) (1240 – 1243)
- Изабела (1242 – 1271), ∞ 1255 за Теобалд II, крал на Навара
- Луи (1244 – 1260), вероятно сгоден на 20 август 1255 за инфанта Беренгуела († 1300), наследничка на крал Алфонсо X от Кастилия
- Филип III (1245 – 1285), крал на Франция, ∞ 1. 1262 за Изабела Арагонска и 2. 1274 за Мария Брабантска
- Жан (1248 – 1248)
- Жан Тристан (1250 – 1270), граф на Невер, ∞ 1265 за Йоланда Бургундска († 1280)
- Пиер (1251 – 1284), граф на Алансон и Перш, ∞ 1272 за  Жана дьо Шатийон (1258 – 1291)
- Бланш (1252 – 1320), ∞ 1268 за Фернандо де ла Серда, наследствен принц на Кастилия († 1275)
- Маргарета Френска (1254 – 1271), ∞ 1270 за херцог Ян I Брабантски († 1294)
- Робер дьо Клермон (1256 – 1317), ∞ 1272 за Беатрис Бургундска, господарка на Бурбон († 1310)
- Агнес Френска (1260 – 1327), ∞ 1279 Робер II, херцог на Бургундия († 1306)